# Laura Whitmore

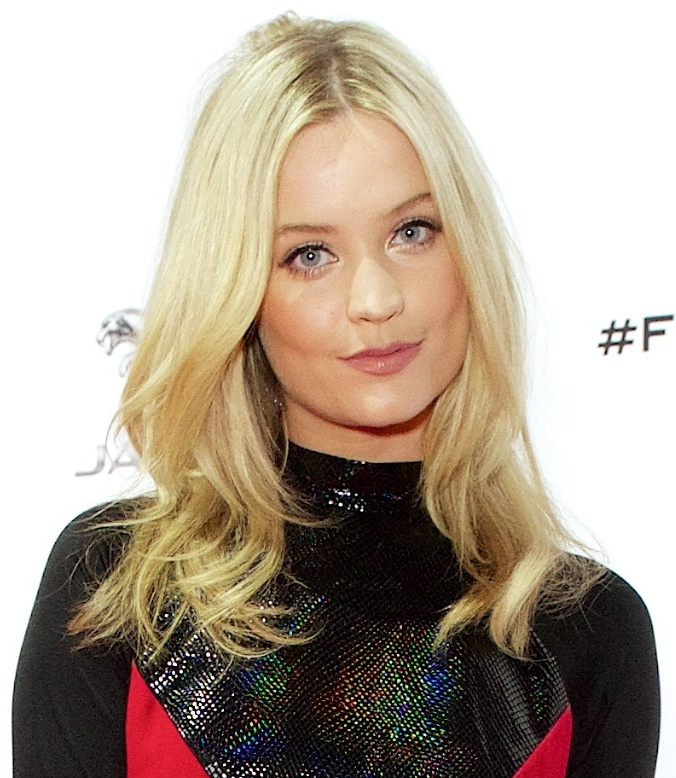
Laura Whitmore (2014)

Laura Whitmore (* 4. Mai 1985 in Dublin) ist eine irische Moderatorin, Journalistin und Schauspielerin. Sie ist seit 2009 vor allem im britischen Fernsehen tätig.

## Leben und Karriere
Laura Whitmore wuchs als Tochter von Sean McIvor und Carmel Whitmore in Dublin auf. Sie hat aus einer früheren Beziehung ihres Vaters einen älteren Halbbruder. Nach ihrem Schulabschluss absolvierte sie ein Studium des Journalismus an der Dublin City University.
Im Jahr 2008 zog sie nach London, wo sie seither lebt. Die 1,73 m große Whitmore war zunächst einige Zeit lang als Model für Zeitschriften, Kataloge und Werbespots tätig. 
Im Jahr 2009 begann sie ihre Moderatorentätigkeit beim Sender British Broadcasting Corporation (BBC). Sie war erst als Nachrichtensprecherin tätig. Von 2011 bis 2016 war sie für sechs Staffeln die Moderatorin der Reality-Gameshow I’m a Celebrity … Get Me Out of Here!. Von 2012 bis 2013 moderierte sie die Talkshow Saturday Night with Laura. Bei den Olympischen Sommerspielen 2012 war sie für die Sportberichterstattung beim BBC tätig. Bei der Live-Übertragung des Eurovision Song Contest 2014 bildete sie zusammen mit Graham Norton und Scott Mills das Kommentatoren-Team für den Sender BBC Three. Im Jahr 2014 war sie für einige Monate die Moderatorin der Frühstücksfernsehsendung This Morning. Im Jahr 2016 nahm Whitmore als Kandidatin bei der Tanzshow Strictly Come Dancing teil. Dort erreichte sie gemeinsam mit ihrem italienischen Tanzpartner Giovanni Pernice den 6. Platz. Von 2020 bis 2022 moderierte sie für drei Staffeln die Dating-Show Love Island.
Nebenbei tritt Whitmore in unregelmäßigen Abständen auch als Schauspielerin vor der Kamera in Erscheinung. Sie ist zudem als Drehbuchautorin für Fernsehserien aktiv und lieh ihre Stimme mehrmals Computerspielen von Nintendo. Für Radio BBC spricht sie auch gelegentlich Podcasts ein.

## Privates
Laura Whitmore ist seit November 2020 mit dem schottischen Comedian und Moderator Iain Stirling (* 1988) verheiratet, den sie im Jahr 2018 kennengelernt hatte. Im März 2021 wurde die gemeinsame Tochter geboren.

## Filmografie
- 2008: Hollyoaks (Fernsehserie, 1 Folge)
- 2010: Six Semesters
- 2010: 4.3.2.1.
- 2012: The Coronas: Make My Words (Musikvideo)
- 2015: Dreamer (Kurzfilm)
- 2018: Finding Joy (Fernsehserie, 5 Folgen)
- 2019: Fallen Dreams
- 2019: Vier Hochzeiten und ein Todesfall (Webserie)
- 2020: Sadhbh
- 2021: Will Sliney's Storytellers (Fernsehserie)
- 2021: The Dumping Ground
- 2022: Its Not You, Its Me
- 2023: Buffering (Fernsehserie, 2 Folgen)